# دبی فورد
دبی فورد (۱ اکتبر ۱۹۵۵ – ۱۷ فوریه ۲۰۱۳) نویسنده، مدرس، معلم و سخنران شناخته شده آمریکایی است، بیشترین شهرت او برای کتاب نیمه تاریک جویندگان نور (به انگلیسی: The Dark Side of the Light Chasers) است که توسط نیویورک تایمز در سال ۱۹۹۸ با هدف کمک به خوانندگان خود در غلبه بر سایه فردی با کمک روانشناسی مدرن و دستورالعملهای معنوی به چاپ رسیده‌است. این کتاب در سال انتشار خود جزء پرفروشترین کتب سال بود.
در سالهای پس از آن، او مسیر خود را با نگارش هشت کتاب دیگر ادامه داد، جدایی معنوی، چرا آدم‌های خوب کارهای بد می‌کنند، پاک‌سازی آگاهی: برنامه‌ای در بیست و یک روز برای ارتباط با مقصود جان، بیش از ۱ میلیون نسخه به فروش رفت و به ۳۲ زبان زنده دنیا ترجمه گردید.
او کارگاه‌های آموزشی «فرآورش سایه» را به میزبانی رادیو و تلویزیون برگزار نمود و نیز «مؤسسه تحول آموزشی فورد» را تأسیس نمود.

## زندگی حرفه‌ای
بعد از آنکه اپرا وینفری اولین کتاب فورد تحت عنوان نیمه تاریک جویندگان نور (به انگلیسی: The Dark Side of the Light Chasers)، در برنامه تلویزیونی خود در اواخر سال ۲۰۰۰ مورد نقد و بررسی قرارداد، این کتاب در عرض چند هفته در نیویورک تایمز لیست پرفروش در اواخر سال ۲۰۰۰ و در اوایل سال ۲۰۰۱ قرار گرفت.
و همچنین کتب دیگر آن از جمله چرا آدم‌های خوب کارهای بد می‌کنند و نیز بازتاب سایه:افروختن نیروی نهفته در خویشتن حقیقی که همکاری با دیپاک چوپرا و ماریان ویلیامسون نگارش شده بود، با استقبال عمومی روبرو شد.
طی ۲۰ سال فعالیت حرفه ای، او به ارایه کارگاه‌های آموزشی و سخنرانی در سراسر ایالات متحده آمریکا و آموزش مربیان جهت ارایه کارگاه آموزشی «فرآورش سایه» می‌پرداخت.
او در برنامه‌های اپرا، Good Morning America, Larry King Live, ایده‌های بزرگ با دانی دویچو فاکس و دوستانو به‌طور منظم در Oprah.com و هافینگتون پست. حضور پیدا کرد و همچنین او میزبان یک برنامه رادیویی در کانال Hay House Radio, با عنوان «گفتگو با سایه» بود. همچنین او تولیدکننده دو اثر مستند اثر سایه (۲۰۰۹) و همچنین در ۳ کلمه جادویی (2010). طی سالهای ۲۰۰۹ و ۲۰۱۰ بود.
او به عنوان یک مربی زندگی به مردمی که به نحوی در زندگی خود دچار طلاق شده بودند در سری کوتاه و مستند ای بی سی، ((The Ex-Wives Club (2007) پرداخت. او در سال ۲۰۱۲ در فصل دوم سوپر بزرگ یکشنبه با میزبانی اپرا وینفری در یک قسمت مجزا با عنوان دبی فورد: بیرون از سایه‌ها حضور پیدا کرد و در آن به وضوح پیرامون یازده سال مبارزه خود با سرطان سخن گفت.
فورد که در کنار دریا در La Jolla, San Diego County زندگی می‌کرد، در خانه‌اش در ۱۷ فوریهٔ سال ۲۰۱۳، بعد از یک نبرد طولانی مدت با سرطان در ۵۷ سالگی درگذشت.

## کتب
- در آغوش سایه خود. Hay House, 2002. شابک ‎۱-۵۶۱۷۰-۹۴۳-۳.
- جدایی معنوی. Hodder Hb, 2002، کلک آزادگان. شابک ‎۰-۳۴۰-۸۲۰۹۵-۰.
- نیمهٔ تاریک وجود. Chasers Hodder و Stoughton, کلک آزادگان (چاپ مجدد) ۲۰۱۱. شابک ‎۱-۴۴۴۷-۱۷۴۵-۶.
- بهترین سال شما. Hay House, 2005، کلک آزادگان. شابک ‎۱-۴۰۱۹-۰۴۷۹-۳.
- نامه‌ای از بهشت: هدیه خدا به یک مادر از طریق مرگ دختربا آلن Guyer. موریس Pub. , 2003. شابک ‎۰-۹۷۴۰۸۸۷-۰-۶.
- چرا آدم‌های خوب کارهای بد می‌کنند. HarperCollins, 2009، کلک آزادگان. شابک ‎۰-۰۶-۱۷۵۶۱۴-۸.
- راز سایه. HarperCollins, 2009، کلک آزادگان. شابک ‎۰-۰۶-۱۸۴۷۳۷-۲.
- سؤال‌های درست. HarperCollins, 2009،  کلک آزادگان. شابک ‎۰-۰۶-۱۸۷۰۰۷-۲.
- بهترین سال‌ زندگی. HarperCollins, 2009، کلک آزادگان. شابک ‎۰-۰۶-۱۷۳۸۹۸-۰.
- بازتاب سایه: افروختن نیروی نهفته در خویشتن حقیقی با دیپاک چوپرا و ماریان ویلیامسن Marianne Williamson. HarperOne, 2010. ISBN 0-06-196265-1.
- پاک‌سازی آگاهی: برنامه‌ای در بیست و یک روز برای ارتباط با مقصود جان. (چاپ مجدد) HarperCollins, 2010، کلک آزادگان. شابک ‎۰-۰۶-۱۷۸۳۶۹-۲.
- شجاعت: غلبه بر ترس و برافروختن اعتماد به نفس. وین دایر (پیشگفتار). HarperCollins, 2012، کلک آزادگان. شابک ‎۰-۰۶-۲۰۶۸۹۹-۷.
- وجود مقدس شما: کشف نور درون. کلک آزادگان. شابک ۴-۳۲-۷۹۹۶-۶۰۰-۹۸۷